# Château aragonais (Ortona)
Pour l’article homonyme, voir Château aragonais.
Le château aragonais est un château situé dans la commune de Ortona, province de Chieti, dans les Abruzzes (Italie).